# سانتا لوزيا دو بارا
سانتا لوزيا دو بارا بلدية في ولاية بارا في المنطقة الشمالية من البرازيل.